# Бизюлька
«Бизю́лька» — российский музыкальный проект в жанре сатирической поп-музыки. Продюсеры — журналисты «Экспресс-газеты» Михаил Филимонов и Александр Бойков. Лицом проекта с 2004 по 2008 годы являлась Мария Беленинова (позднее — Сатклифф), с 2010 по 2011 — Марина Гета.

## История

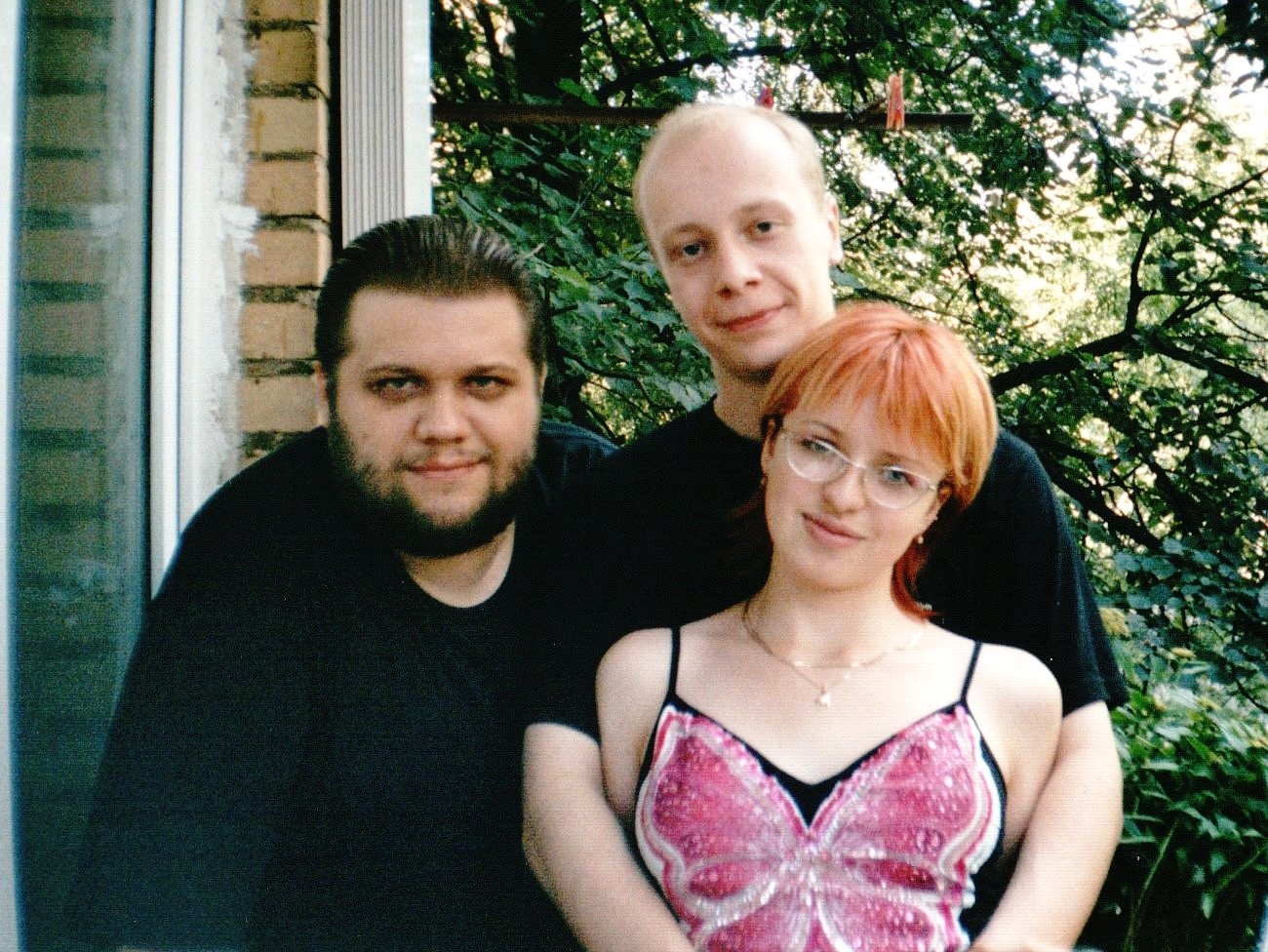
Мария Беленинова, Михаил Филимонов и Александр Бойков во время съёмок клипа «Серёня»

В 2004 году между главой фан-клуба группы «Smash!!» в Ярославле Марией Белениновой (позднее — Сатклифф) и одним из солистов дуэта, Сергеем Лазаревым, произошёл конфликт. Лазарев остался недоволен продвижением концерта, из-за чего сорвался на девушку. После произошедшего Мария обратилась к журналисту «Экспресс-газеты» Михаилу Филимонову с целью обнародования компромата на группу. После серии скандальных статей на следующей встрече с Лазаревым Беленинова увидела ещё большую ненависть и презрение к себе со стороны певца. После этого Филимонов предложил Марии записать песню, обыгрывающую инцидент с певцом — тогда и был основан проект «Бизюлька» и выпущен первый трек «Серёня», а также видеоклип к нему.
В основу сюжета лёг скандал Филиппа Киркорова и Ирины Ароян. Бизюлька предстает в образе журналистки в розовой кофточке, которая на пресс-конференции задаёт провокационный вопрос знаменитому певцу. Присутствуют в клипе и продюсеры проекта. Михаил Филимонов играет охранника певца, выгоняющего героиню Бизюльки с пресс-конференции. А Александр Бойков — Владимира Путина, к которому обиженная журналистка приходит жаловаться. Заканчивается клип тем, что певец в облачении дворника подметает улицу, а Бизюльку журналисты встречают как звезду.
Позже были выпущены ещё две песни: «Рачок» и «Занято», которые отправляли на песенный конкурс «Евровидение» от России в 2006 и 2008 годах.
Песню «Рачок» прокомментировал один из членов жюри конкурса и журналист Максим Кононенко, поделившись чувстами других членов жюри: «Это гениально. Матецкий кричит, что ему очень нравится. Он говорит, что это лучшее, что он слышал за последние пять лет. Гаспарян говорит, что это будет хит и хочет позвать её на фестиваль „МК“. Дробыш поёт эту песню и говорит, что отдаст её Стасу Пьехе. Это будет гимн отменённого московского гей-парада. Бизюлька ещё не знает, что она уже звезда».
Проект был заморожен на некоторое время, и в 2010—2011 годах возобновил свою деятельность с новым главным лицом — Мариной Гетой — парикмахершей по образованию родом из Украины. Девушка переехала в Москву для работы по своей професии, где получила предложение стать новой солисткой проекта. Марина приняла его, однако в её исполнении не было выпущено никаких новых релизов, а бывшая солистка время от времени принимает участие в музыкальных альбомах группы «Ебанько».

## Отзывы
В 2006 году в июльском номере журнала Play российский музыкальный критик Алексей Мажаев обсуждал феномен музыкального проекта «Бизюлька», а в 2022 году в своей статье на портале InterMedia назвал проект «скоропреходящим мемом».

## Фильмография
| Год  |   | Название                        | Роль  |
| ---- | - | ------------------------------- | ----- |
| 2007 | ф | Миша или новые приключения Юлии | камео |

## Дискография
По информации из Spotify и «Ебанько».

### Студийные альбомы

Обложка «Стать рачком»

Обложка переиздания «Стать рачком»

| №   | Название                   | Длительность |
| --- | -------------------------- | ------------ |
| 1.  | «Рачок»                    | 3:07         |
| 2.  | «Серёня»                   | 2:11         |
| 3.  | «Статья 134»               | 3:09         |
| 4.  | «Красные гвоздики»         | 3:30         |
| 5.  | «Сейчас не время»          | 3:45         |
| 6.  | «Нет, не любил он»         | 3:07         |
| 7.  | «Серёня (English Version)» | 2:11         |
| 8.  | «Серёня (Remix)»           | 2:49         |
| 9.  | «Сейчас не время (Remix)»  | 3:52         |
| 10. | «Рачок (Remix)»            | 3:00         |

| №  | Название | Длительность |
| -- | -------- | ------------ |
| 1. | «Серёня» | 2:22         |

| №   | Название                                   | Длительность |
| --- | ------------------------------------------ | ------------ |
| 1.  | «Рачок»                                    | 3:07         |
| 2.  | «Серёня»                                   | 2:11         |
| 3.  | «Статья 134»                               | 3:09         |
| 4.  | «Красные гвоздики»                         | 3:30         |
| 5.  | «Сейчас не время»                          | 3:45         |
| 6.  | «Нет, не любил он»                         | 3:07         |
| 7.  | «Серёня (English Version)»                 | 2:11         |
| 8.  | «Серёня (Remix)»                           | 2:49         |
| 9.  | «Сейчас не время (Remix)»                  | 3:52         |
| 10. | «Рачок (Remix)»                            | 3:00         |
| 11. | «Занято (Bonus Track)» (при уч. «Ебанько») | 2:43         |
| 12. | «Послушай, Вова (Bonus Track)»             | 1:52         |

| №  | Название | Длительность |
| -- | -------- | ------------ |
| 1. | «Серёня» | 2:22         |

### Участие
- 2007 — «Среди двора» (альбом «Ебанько»)
- 2007 — «В Коктебеле вечер» (альбом «Ебанько»)
- 2007 — «Брын’zа» (альбом «Ебанько»)
- 2008 — «Гламурный герой» (альбом «Ебанько»)
- 2020 — «Ещё раз о любви» (сборник пародий «Ебанько»)
- 2021 — «Вселенная Ебанько» (альбом пародий «Ебанько»)
- 2021 — «Перевернулся мир» (альбом пародий «Ебанько»)

## Видеография
Список видеоклипов с указанием деталей
- «Серёня» (2004)[33]
- «Рачок» (2007)[34]
- «Занято» (2008)[35]